# Guano Padano
I Guano Padano sono un gruppo musicale italiano formato dal chitarrista Alessandro "Asso" Stefana, con alle spalle esperienze con Vinicio Capossela e PJ Harvey e un album da solista, dal bassista e contrabbassista Danilo Gallo cofondatore dell’etichetta/collettivo indipendente El Gallo Rojo Records, dal batterista Zeno De Rossi che nel 2011 è stato premiato come batterista dell’anno con il Top Jazz (esito del referendum della critica indetta dalla rivista Musica Jazz).

## Storia dei Guano Padano
Si sono formati nel 2007. Il loro esordio, omonimo, è del 2009, uscito per l'etichetta statunitense Important Records, ed è stato supportato da Joey Burns dei Calexico. L'album fonde elementi eterogenei ed appare come una colonna sonora dallo stile spaghetti western di un film immaginario con importanti partecipazioni: Gary Lucas, Chris Speed, Bobby Solo e Alessandro Alessandroni.
Dopo il singolo I giorni dell'ira del 2011, nel 2012 è uscito il loro secondo album, 2 per la Tremoloa, dove compaiono numerosi ospiti tra cui: Mike Patton, Marc Ribot, Paul Niehaus.
Due anni dopo il gruppo ha pubblicato il terzo album intitolato Americana, ispirato all'omonima antologia di racconti scrittori americani curata da Elio Vittorini.
Nel 2019 pubblicano per Ponderosa Music Back and Forth che vede ospiti il chitarrista Bill Frisell e il cantante polistrumentista Sam Amidon. 

## Formazione
- Alessandro Stefana (voce, chitarra)
- Zeno de Rossi (batteria)
- Danilo Gallo (basso)

## Discografia

### Album in studio
- 2009 - Guano Padano (Important Records)
- 2012 - 2 (Ipecac Recordings)
- 2014 - Americana (Ipecac Recordings)
- 2021 - Back and Forth (Ponderosa)

### Singolo
- 2011 - I giorni dell'ira (Tremoloa Records)

## Discografia di Alessandro Stefana
- 2007 - Poste e telegrafi (Important Records)